# (8863) 1991 UV2
A (8863) 1991 UV2 a Naprendszer kisbolygóövében található aszteroida. Ueda Szeidzsi és Kaneda Hirosi fedezte fel 1991. október 31-én.